# Food Not Bombs

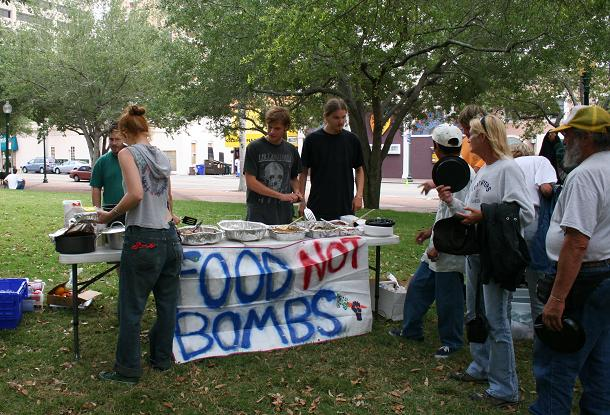
Food not Bombs

Food Not Bombs is een internationaal  anarchistisch netwerk van collectieven dat voedsel, dat meestal net over houdbaarheidsdatum is, ophaalt bij supermarkten, groothandels, markten en restaurants, en hiermee gratis vegetarische en veganistische maaltijden in een gaarkeuken bereidt en uitdeelt, meestal op straat. Het is begonnen als een protest tegen verspilling (aan bijvoorbeeld wapens) en het honger lijden van dak- en thuislozen en andere armen.
Er zijn vele Food Not Bombs-afdelingen over de wereld, maar de meeste bevinden zich in Noord-Amerika, waar de eerste in San Francisco ontstond in de jaren 80. Deze organisaties onderschrijven een aantal algemene uitgangspunten, maar zijn verder vrij in hun doen en laten. In België vindt men deze groepen in Antwerpen en Leuven. In Nederland bestaat ze onder meer in Amsterdam, 's-Hertogenbosch, Den Haag, Utrecht (onder de naam "Gratis Eten Utreg"), Groningen en Nijmegen.
In de Verenigde Staten hebben enkele steden verbodsbepalingen ingesteld tegen het uitdelen van voedsel aan daklozen in de open lucht of aan groepen van meer dan 25 personen. 
In Nederland heeft het netwerk als voorbeeld gediend voor de voedselbanken, een soort supermarkten voor behoeftigen. Een vergelijkbare organisatie in Nederland is Stichting Kollektief Rampenplan.